# 上石圈站
上石圈站位于甘肃省永登县，建于1953年。是兰新铁路的一个车站，距离兰州站50公里。距上行车站河口南站8千米，距下行车站大路站8公里。该站隶属于兰州铁路局。客运：办理旅客乘降;不办理行李、包裹托运;不办理货运营业，为五等车站。